# Цис-транс изомеризъм
Цис-транс изомерия, известна също като геометрична изомерия или конфигурационна изомерия, е термин, използван в химията, който се отнася до пространственото разположение на атомите в молекулите. Префиксите „цис“ и „транс“ произлизат от латински: съответно „тази страна на“ и „другата страна на“. В контекста на химията cis означава, че функционалните групи (заместителите) са от една и съща страна на някаква равнина, докато trans изразява, че те са от противоположни (напречни) страни. Цис-транс изомерите са стереоизомери, т.е. двойки молекули, които имат една и съща формула, но чиито функционални групи са с различна ориентация в триизмерното пространство. Записът Цис-транс не винаги съответства на E-Z изомерията, която е абсолютно стереохимично описание. По принцип цис-транс стереоизомерите съдържат двойни връзки, които не се въртят, или могат да съдържат пръстеновидни структури, при които въртенето на връзките е ограничено или предотвратено. Cis и trans изомерите се срещат както в органични молекули, така и в неорганични координационни комплекси. Cis и trans дескрипторите не се използват за случаи на конформационна изомерия, при които двете геометрични форми лесно се преобразуват, като например повечето структури с отворена верига с една връзка; вместо това се използват термините „syn“ и „anti“.
Терминът „геометрична изомерия“ се счита от IUPAC за остарял синоним на " цис – транс изомерия".

## Органична химия
Когато заместващите групи са ориентирани в една и съща посока, диастереомерът се означава като цис, докато, когато заместителите са ориентирани в противоположни посоки, диастереомерът се означава като транс . Пример за малък въглеводород, показващ цис – транс изомерия, е бут-2-ен .
Алицикличните съединения могат също да показват цис – транс изомерия. Като пример за геометричен изомер, дължащ се на пръстенна структура, разгледайте 1,2-дихлороциклохексан:
|                               |                             |
| транс -1,2-дихлороциклохексан | цис -1,2-дихлороциклохексан |

### Сравнение на физичните свойства
Цис и транс изомерите често имат различни физични свойства. Разликите между изомерите, като цяло, възникват от разликите във формата на молекулата или общия диполен момент .
|                      |                        |
| цис -2-пентен        | транс -2-пентен        |
|                      |                        |
| цис -1,2-дихлороетен | транс -1,2-дихлороетен |

Тези разлики могат да бъдат много малки, както в случая на точката на кипене на алкени с права верига, като пент-2-ен, която е 37 °C в цис изомера и 36 °C в транс изомера. Разликите между цис и транс изомерите могат да бъдат по-големи, ако има полярни връзки, както при 1,2-дихлоретените . Цис- изомерът в този случай има точка на кипене 60,3 °C, докато транс изомерът има точка на кипене 47,5 °C. В цис изомера двата диполни момента на полярната C–Cl връзка се комбинират, за да дадат общ молекулярен дипол, така че има междумолекулни дипол-диполни сили (или сили на Keesom), които се добавят към дисперсионните сили на Лондон и повишават температурата на кипене точка. В транс -изомера, от друга страна, това не се случва, защото двата момента на връзката C−Cl се отменят и молекулата има нетен нулев диполен момент (тя обаче има ненулев квадруполен момент).
|                                                          |                                                              |
| цис- бутендиова киселина </br> ( малеинова киселина )    | транс -бутендиова киселина </br> ( фумарова киселина )       |
|                                                          |                                                              |
| цис -9-октадеценова киселина </br> ( олеинова киселина ) | транс -9-октадеценова киселина </br> ( елаидинова киселина ) |

Двата изомера на бутендиовата киселина имат толкова големи разлики в свойствата и реактивността си, че всъщност са им дадени напълно различни имена. Цис- изомерът се нарича малеинова киселина, а транс -изомерът – фумарова киселина. Полярността е ключова при определянето на относителната точка на кипене, тъй като причинява повишени междумолекулни сили, като по този начин повишава точката на кипене. По същия начин симетрията е ключова при определянето на относителната точка на топене, тъй като позволява по-добро опаковане в твърдо състояние, дори ако не променя полярността на молекулата. Един пример за това е връзката между олеинова киселина и елаидинова киселина ; олеиновата киселина, цис изомерът, има точка на топене 13,4 °C, което го прави течен при стайна температура, докато транс -изомерът, елаидиновата киселина, има много по-висока точка на топене от 43 °C, поради това, че по-правият транс изомер може да се опакова по-плътно и е твърд при стайна температура.
Така трансалкените, които са по-малко полярни и по-симетрични, имат по-ниски точки на кипене и по-високи точки на топене, а цис-алкените, които обикновено са по-полярни и по-малко симетрични, имат по-високи точки на кипене и по-ниски точки на топене.
В случай на геометрични изомери, които са следствие от двойни връзки, и по-специално, когато и двата заместителя са еднакви, някои общи тенденции обикновено се запазват. Тези тенденции могат да се отдадат на факта, че диполите на заместителите в цис изомера ще се сумират, за да дадат общ молекулен дипол. В транс изомер диполите на заместителите ще се компенсират поради това, че са от противоположните страни на молекулата. Транс изомерите също са склонни да имат по-ниска плътност от техните цис двойници. 
Като обща тенденция транс алкените са склонни да имат по-високи точки на топене и по-ниска разтворимост в инертни разтворители, тъй като транс алкените като цяло са по-симетрични от цис алкените.
Вициналните константи на свързване ( 3 J HH ), измерени чрез NMR спектроскопия, са по-големи за транс (диапазон: 12 – 18 Hz; типично: 15 Hz), отколкото за цис (диапазон: 0 – 12 Hz; типично: 8 Hz) изомери.

#### Стабилност
Обикновено за ациклични системи транс изомерите са по-стабилни от цис изомерите. Това обикновено се дължи на увеличеното неблагоприятно пространствено взаимодействие на заместителите в цис изомера. Следователно, транс изомерите имат по-малко екзотермична топлина на изгаряне, което показва по-висока термохимична стабилност.  В групата от данни за адитивност на топлината на образуване на Бенсън цис- изомерите страдат от 1,10 kcal/mol наказание за стабилност. Съществуват изключения от това правило, като 1,2-дифлуоретилен, 1,2-дифлуородиазен (FN=NF) и няколко други халоген- и кислород-заместени етилени. В тези случаи цис изомерът е по-стабилен от транс изомера.  Това явление се нарича цис ефект . 

### E–Zнотация
Цис – транс обозначението не може да се използва за алкени с повече от два различни заместителя. Вместо това се използва обозначението E – Z въз основа на приоритета на заместителите, като се използват правилата за приоритет на Cahn–Ingold–Prelog (CIP) за абсолютна конфигурация. Стандартните обозначения на IUPAC E и Z са недвусмислени във всички случаи и следователно са особено полезни за три- и тетразаместени алкени, за да се избегне всякакво объркване относно това кои групи се идентифицират като цис или транс една спрямо друга.
Z (от немски на немски: zusammen ) означава „заедно“. E (от немския на немски: entgegen ) означава „противоположен“ в смисъла на „противоположен“. Тоест, Z има групите с по-висок приоритет cis една спрямо друга, а E има групите с по-висок приоритет trans една спрямо друга. Дали една молекулярна конфигурация е обозначена с E или Z се определя от правилата на CIP; на по-високите атомни числа се дава по-висок приоритет. За всеки от двата атома в двойната връзка е необходимо да се определи приоритетът на всеки заместител. Ако и двата заместителя с по-висок приоритет са от една и съща страна, подреждането е Z ; ако са на противоположни страни, подредбата е E .
Тъй като цис – транс и E – Z системите сравняват различни групи на алкена, не е абсолютно вярно, че Z съответства на цис и Е съответства на транс . Например, транс -2-хлорбут-2-ен (двете метилови групи, С1 и С4, на бут-2-еновия скелет са транс една спрямо друга) е ( Z )-2-хлорбут-2-ен (хлор и С4 са заедно, защото С1 и С4 са противоположни).

## Неорганична химия
Цис – транс изомерията може да възникне и в неорганични съединения, най-вече в диазени и координационни съединения .
Диазените (и свързаните с тях дифосфени) също могат да проявяват цис – транс изомерия. Както при органичните съединения, цис изомерът обикновено е по-реактивоспособният от двата, тъй като е единственият изомер, който може да редуцира алкени и алкини до алкани, но по друга причина: транс изомерът не може да подреди своите водороди по подходящ начин, за да редуцира алкена, но цис изомерът, като е оформен по различен начин, може.
| </img>        | </img>      |
| транс -диазен | цис -диазен |

### Координационни комплекси
В неорганичните координационни комплекси с октаедрични или квадратни планарни геометрии има също цис изомери, в които подобни лиганди са по-близо един до друг, и транс изомери, в които те са по-отдалечени.
Например, има два изомера на квадратна равнина Pt( NH3 ) 2Cl2, както е обяснено от Алфред Вернер през 1893 г. Цис- изомерът, чието пълно наименование е цис -диаминедихлороплатина (II), беше показано през 1969 г. от Барнет Розенберг, че има антитуморна активност и сега е лекарство за химиотерапия, известно с краткото име цисплатин. Обратно, транс изомерът ( трансплатин ) няма полезна противоракова активност. Всеки изомер може да бъде синтезиран с помощта на транс ефекта, за да се контролира кой изомер се произвежда.
 
За октаедричните комплекси с формула MX 4 Y 2 също съществуват два изомера. (Тук M е метален атом, а X и Y са два различни вида лиганди . ) В цис изомера двата Y лиганда са съседни един на друг на 90°, както е вярно за двата хлорни атома, показани в зелено в цис -[Co(NH 3 ) 4 Cl 2 ] + вляво. В транс -изомера, показан вдясно, двата Cl атома са от противоположните страни на централния Co атом.
Свързан тип изомерия в октаедричните MX 3 Y 3 комплекси е лицево-меридионална (или fac – mer ) изомерия, при която различен брой лиганди са цис или транс един към друг. Металните карбонилни съединения могат да се характеризират като fac или mer с помощта на инфрачервена спектроскопия .

## Външни връзки
- Дефиниция на IUPAC за „стереоизомерия“
- Определение на IUPAC за „геометричен изомеризъм“
- Определение на IUPAC за " цис – транс изомери"

|  | Тази страница частично или изцяло представлява превод на страницата Cis–trans isomerism в Уикипедия на английски. Оригиналният текст, както и този превод, са защитени от Лиценза „Криейтив Комънс – Признание – Споделяне на споделеното“, а за съдържание, създадено преди юни 2009 година – от Лиценза за свободна документация на ГНУ. Прегледайте историята на редакциите на оригиналната страница, както и на преводната страница, за да видите списъка на съавторите. ВАЖНО: Този шаблон се отнася единствено до авторските права върху съдържанието на статията. Добавянето му не отменя изискването да се посочват конкретни източници на твърденията, които да бъдат благонадеждни. |